# Petrocosmea flaccida
Petrocosmea flaccida är en tvåhjärtbladig växtart som beskrevs av William Grant Craib. Petrocosmea flaccida ingår i släktet Petrocosmea och familjen Gesneriaceae. Inga underarter finns listade i Catalogue of Life.